# Anschreibeverfahren
Das Anschreibeverfahren ist ein vereinfachtes Verfahren für die Abgabe einer Zollanmeldung.
In Deutschland wird dieses Verfahren in Art. 76 Zollkodex, Art. 253 ff. ZK-DVO geregelt. Durch dieses vereinfachte Verfahren kann die Überführung von Waren in ein Zollverfahren (z. B. Überführung in den freien Verkehr, Ausfuhr, Verfahren mit wirtschaftlicher Bedeutung) in den Geschäftsräumen des Zollbeteiligten oder an anderen von den Zollstellen zugelassenen Orten erfolgen. Dadurch wird der Gestellungsort der anzumeldenden Waren vom Amtsplatz der Abfertigungszollstelle zum Beteiligten verlagert. Die Anmeldung der Waren erfolgt durch den Beteiligten durch eine so genannte Anschreibung in der Buchführung.